# Banco Meridional
O Banco Meridional do Brasil, também conhecido como Banco Meridional foi uma instituição bancária da Região Sul do Brasil, constituída como uma sociedade de economia mista federal, de direito privado, com capital fechado, tendo a União Federal como sua única acionista. Era um órgão vinculado ao Ministério da Fazenda.
O Banco foi criado através da Lei nº 7.315, de 24 de maio de 1985, por pressão dos deputados gaúchos, uma vez que os Bancos Habitasul e Sulbrasileiro, estavam sob intervenção do Banco Central do Brasil, por problemas de liquidez, desde o início da década de 80, do século passado, sob enorme risco de liquidação das duas instituições.
O projeto de criação do Banco teve a autoria do deputado federal Irajá Andara Rodrigues (PMDB/RS). Na mesma lei, o Governo Federal desapropria as ações dos bancos (art. 1º) e cria a instituição financeira federal denominada Banco Meridional do Brasil S/A. (art. 4º).
Pela lei, o Banco também passou a controlar todas as empresas constituídas pelos bancos liquidados, passando a condição de serem subsidiárias deste, podendo se dizer que também era um banco múltiplo, concentrando em sua carteira, operações características de instituições financeiras comerciais, de investimento, de crédito imobiliário e de crédito, financiamento e investimento. Tal forma de organização foi autorizada com a publicação da Resolução nº 1.524/88, do Conselho Monetário Nacional.
Seus estatutos foram aprovados pelo Decreto nº 91.513, de 7 de agosto de 1985, dando todas as características da nova sociedade criada. Seu capital inicial foi de Cr$ 1.600.000.000.000 (um trilhão e seiscentos bilhões de cruzeiros). O Conselho Diretor e de Administração do Banco eram todos nomeado pelo presidente da República.
O Banco Federal teve a sua sede em Porto Alegre, capital do estado do Rio Grande do Sul, e tinha a maior parte de suas agências neste estado e no de Santa Catarina.
Inicialmente, o Banco começou com 225 agências no Estado do Rio Grande do Sul e com a nova política implantada através da estatização dos Bancos Sulbrasileiro e Habitasul, em questão de nove meses, já apresentava um resultado positivo em suas contas.
A partir de então, foi um banco estável e lucrativo, abrindo diversas filiais e representações, preferencialmente no sul do Brasil, mas também em outros estados como Rio de Janeiro, São Paulo, Minas Gerais, Distrito Federal e Mato Grosso do Sul.

## Privatização
O controle do Banco Meridional vendido num leilão de privatização na Bolsa de Valores do Rio de Janeiro, no dia 4 de dezembro de 1997, cujo preço mínimo era de R$ 171,4 milhões de reais, e adquirido pelo Banco Bozano, Simonsen, pelo valor de R$ 265.662.872,62 (duzentos e sessenta e cinco milhões, seiscentos e sessenta e dois mil, oitocentos e setenta e dois reais e sessenta e dois centavos), ou seja, com um ágio de 54,97% do valor original.
Com a venda, a ex-estatal passou a ser a primeira instituição financeira vendida, abrindo precedente para a venda também das estatais federalizadas como o Banco do Estado de São Paulo S/A (BANESPA; privatizada em 20 de novembro de 2000), Banco do Estado de Goiás S/A. (BEG; privatizada em 4 de dezembro de 2001), Banco do Estado do Amazonas S/A (BEA; privatizada em 24 de janeiro de 2002), Banco do Estado do Maranhão S/A (BEM; privatizada em 1 de fevereiro de 2004) e Banco do Estado do Ceará S/A (BEC; privatizada em 21 de dezembro de 2005).
Com a compra, o novo controlador (Banco Bozano,  Simonsen), resolveu mudar o nome do banco para Banco Meridional S/A, conforme decidido em Assembleia Geral Extraordinária, ocorrida em 30 de dezembro de 1998.
Em 19 de janeiro de 2000, o Banco Santander compra o Banco Meridional S/A e o Banco Bozano, Simonsen pelo valor de R$ 1.500.000.000,00 (um bilhão e quinhentos milhões de reais), equivalente a US$ 850 milhões de dólares, na cotação da época.
Através da Assembleia de Acionistas, publicada no Diário Oficial do Rio Grande do Sul de 13 de julho de 2000, o Banco Santander muda a razão social de Banco Meridional S/A para Banco Santander Meridional S/A.
A partir de maio de 2007, numa nova reformulação de sua marca, presente em diversos estados do país e do mundo, seguindo uma tendência internacional, resolve unificar todo o Grupo Santander Brasil numa única marca que é o próprio Banco Santander, visando a consolidação como um banco global.

## Presidentes do Conselho de Administração
- Sinval Sebastião Duarte Guazzelli (1985-1986)
- Luiz Octavio Bueno Dias Vieira (1986-1987)
- Carlos Tadeu Agrifoglio Vianna (1987-1990)
- Leônidas Ribas (1990-1997)
- Júlio Ferraz (1997-2000)